# Laurie Sivell
Laurence „Laurie” Sivell (ur. 8 lutego 1951 w Lowestoft) – angielski piłkarz grający na pozycji bramkarza. Wieloletni gracz Ipswich Town.

## Kariera piłkarska
Laurie Sivell karierę piłkarską rozpoczął w 1969 roku w Ipswich Town, w którym występował do 1984 roku. Jednak w czasie pobytu w klubie nie zdołał wywalczyć miejsca w pierwszym składzie zespołu, gdyż w tym okresie rozegrał zaledwie 141 meczów ligowych (był dublerem najpierw Davida Besta, potem Paula Coopera), co jednak nie przeszkodziło mu w zdobyciu cennych osiągnięć: dwukrotne wicemistrzostwo Anglii (1981, 1982), Puchar Anglii (1978) oraz Puchar UEFA (1981).
Oprócz Ipswich Town grał w 1979 roku w ramach wypożyczenia w Lincoln City oraz w Beccles Town, gdzie zakończył piłkarską karierę.

## Sukcesy

### Ipswich Town
- Wicemistrz Anglii: 1981, 1982
- Puchar Anglii: 1978
- Puchar UEFA: 1981

## Film
Laurie Sivell w 1981 roku zagrał wraz z niektórymi kolegami z Ipswich Town i gwiazdami piłki nożnej m.in. Pelé i Kazimierzem Deyną w amerykańskiej produkcji – Ucieczka do zwycięstwa, wcielając się w rolę Schmidta, bramkarza reprezentacji Niemiec.